# Vajek Jutka
Vajek Jutka (Budapest, 1938. március 19. –) magyar televíziós szerkesztő-riporter, Burza Árpád operatőr felesége, Gergely Róbert édesanyja, három évtizeden át a Magyar Televízió sikeres munkatársa, később divatstúdió-alapító.

## Élete
A budapesti tanítóképző elvégzése után rövid ideig a VII. kerületi Hernád utca 3. sz. alatti általános iskolában tanított. Közben, alig húszéves korában megszülte Róbert nevű gyermekét. 1964-ben feleségül ment Burza Árpád operatőrhöz, akivel hosszú időn át munkatársak is voltak.

## Pályafutása
1962-ben jelentkezett a Magyar Televízióhoz, ahol eleinte sport- ifjúsági- és szórakoztató műsorokat szerkesztett, de végső kibontakozását (1964-től) a Matúz Józsefné főszerkesztő által vezetett TV-híradós munkájában érte el. Sok ezer ipari, kereskedelmi, társadalmi jelenségeket bemutató műsort, dokumentumfilmet készítettek férjével együtt, a világ minden táját bejárva. 1966-ban Zádor Lászlóval riportot készített az Ültessetek annyi fát, ahány évesek vagytok mozgalomról. A Koreai-Magyar Barátság TSZ KISZ szervezete az első napon kétezer nyárfacsemetét ültetett. 1969-ben salgótarjáni munkásokat kísért az űrhajósok városába. 1970-ben rápirított azokra az árvízkárosultakra, akik a segítséget pénzben szerették volna megkapni, de a helyreállításban személyesen nem akartak részt venni. 1971-ben a vitorlázórepülők világbajnokságára készülő egyik géppel fel is szállt, amely leszálláskor elsodorta férjét kamerástól. Merész kritikai vénájának köszönhetően, 1972-ben Irakban egyedül ők forgathattak Szaddám Huszein forradalmában. 1973-as Országjáró kamerája Vas és Zala megyébe látogatott el. 1976-ban a Villamos Berendezés és Készülék Művekben készült riportja keltett országos visszhangot. 1977-ben Magyarokkal Afrikában című riportfilmje volt emlékezetes. 1978-ban bemutatta a magyar televízió az ugyancsak férjével közösen készített sorozatot az orenburgi gázvezeték „magyar szakaszáról”. 1979-ben a Vihar a pohár körül című, az iparban és a kereskedelemben tapasztalt italozásról szóló riportja keltett hullámokat. 1980-ban háromrészes togói riportsorozattal jelentkezett. A pártvezetés gyakran cenzúrával, sőt, féléves letiltással fejezte ki véleménykülönbségét, amikor munkájában túlságosan erős kontrasztot véltek felfedezni a meghirdetett „létező szocializmus” és a valóság között.
Az 1981-es közvéleménykutatásban a nézők kellemes külsejét hangsúlyozták.
1992-ben korengedménnyel nyugdíjba vonult. Ekkortájt Budapest XVII. kerületében, majd 2004-ben Siófokon divatstúdiót nyitott.

## Elismerései
- SZOT-díj (később visszavonták, amikor kiderült, hogy nem szakszervezeti tag)
- Televíziós Elnöki Nívódíj hét alkalommal (pl. 1974[14])
- Miskolci Tévéfesztivál nagydíja, háromszor (1968, 1976,[15] 1988)